# Lijst van schilderijen in het Centraal Museum/U
Lijst van schilderijen in het Centraal Museum met werken van schilders van wie de achternaam begint met de letter U. Vermeldingen in het grijs geven aan dat het werk geen deel meer uitmaakt van de collectie van het Centraal Museum, bijvoorbeeld omdat het in bruikleen gegeven is aan een andere instelling of omdat het teruggegeven is aan de bruikleengever.
| Inventarisnummer | Toeschrijving                       | Titel                             | Datering      | Afbeelding |
| ---------------- | ----------------------------------- | --------------------------------- | ------------- | ---------- |
| 27852            | Jacob van der Ulft                  | Gezicht op het Colosseum te Rome  | Ca. 1660      |            |
| 10033            | Jacob van der Ulft                  | Romeins tafereel in fantasiestad  | Ca. 1675      |            |
| 10583            | Toegeschreven aan Jacob van Utrecht | Portret van een Johanniter ridder | Ca. 1500-1520 |            |